# Neocoenyra rufilineata
Neocoenyra rufilineata är en fjärilsart som beskrevs av Butler 1894. Neocoenyra rufilineata ingår i släktet Neocoenyra och familjen praktfjärilar. Inga underarter finns listade i Catalogue of Life.